# Canon
Canon Inc. (jap. キヤノン株式会社 Kyanon Kabushiki-gaisha) – japońskie przedsiębiorstwo specjalizujące się w produktach optycznych oraz rozwiązaniach do profesjonalnego druku.

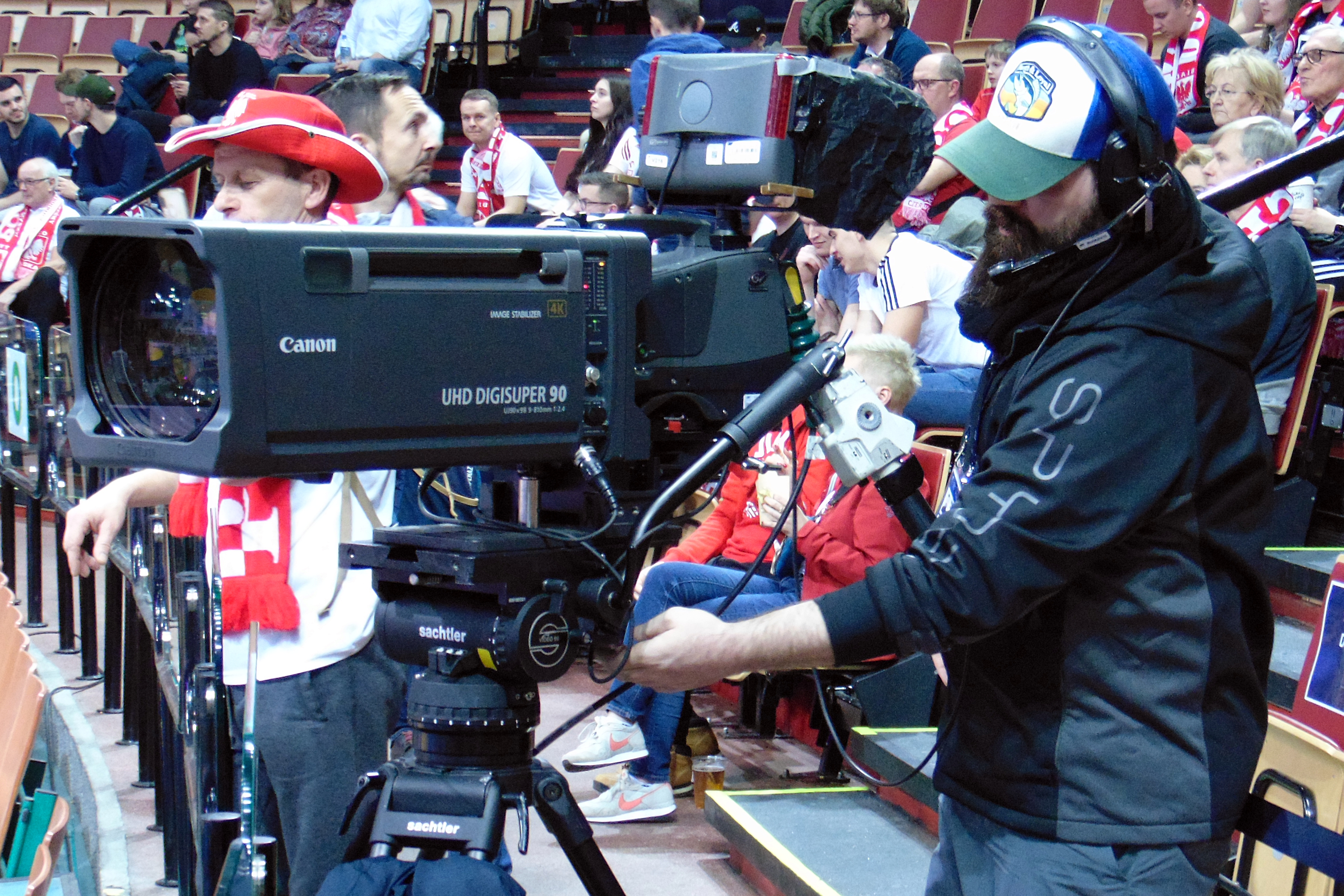
Kamera telewizyjna, Canon UHD DIGISUPER 90

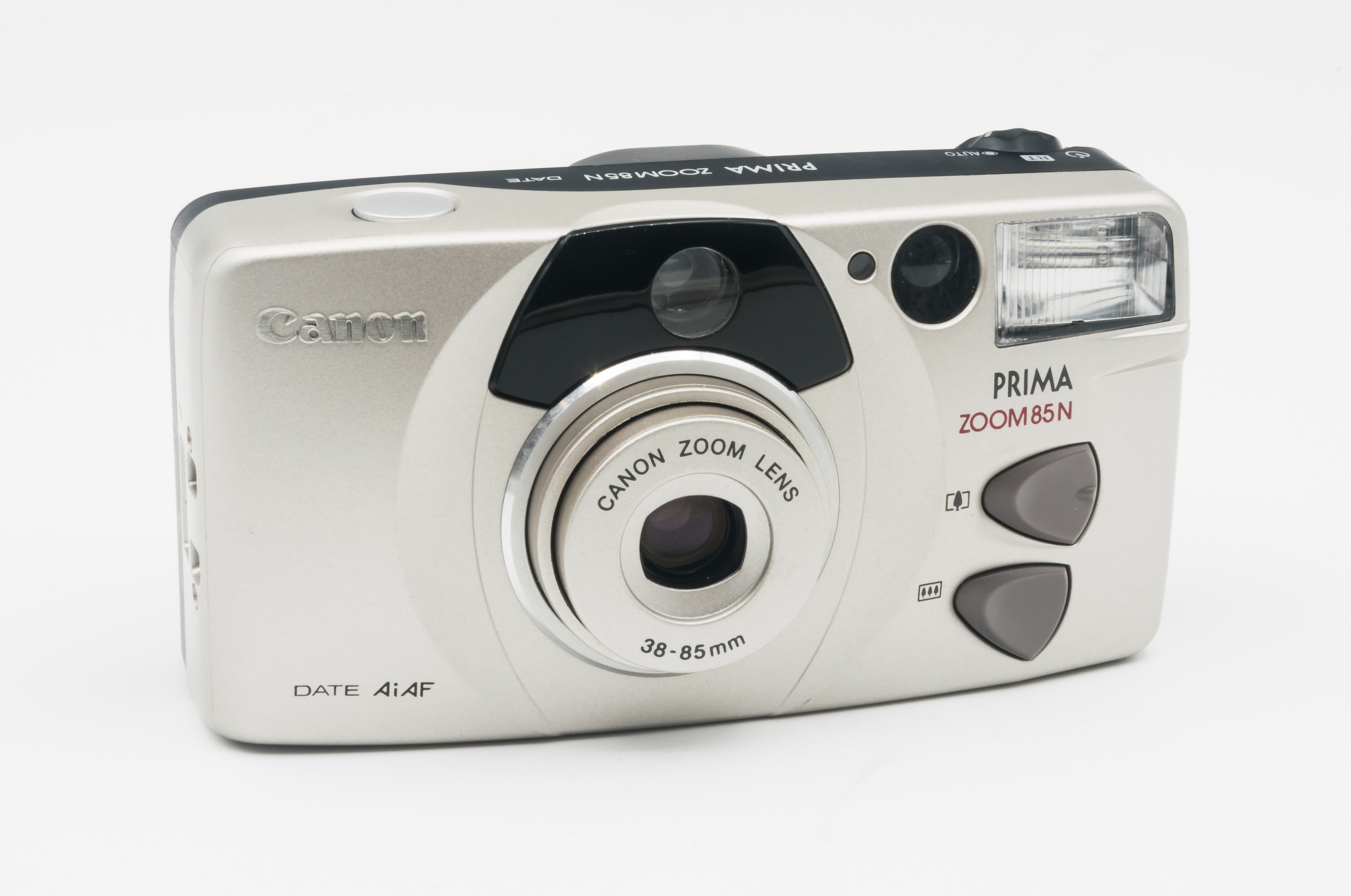
Aparat kompaktowy Canon Prima Zoom 85 N

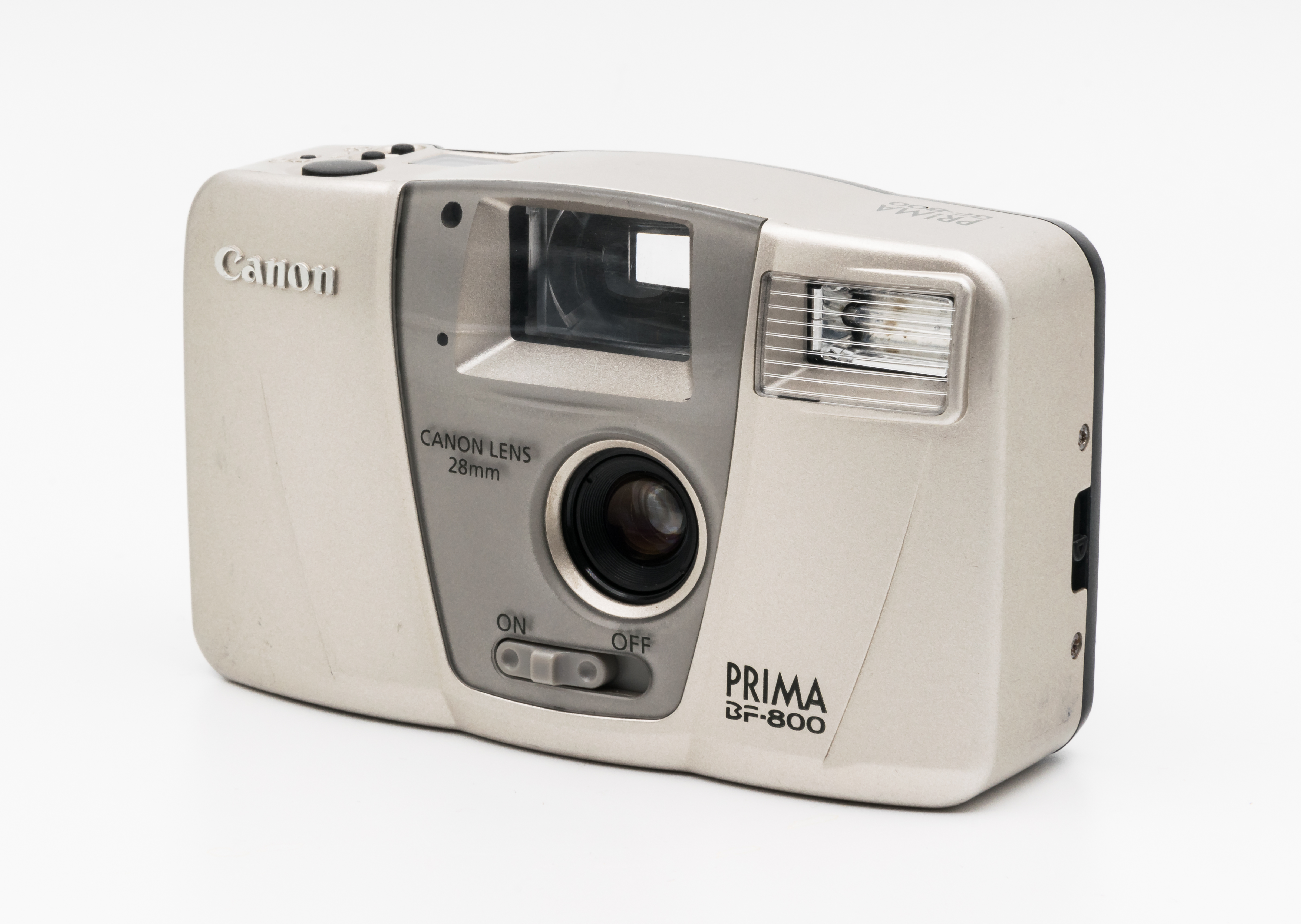
Aparat kompaktowy Canon Prima BF-800

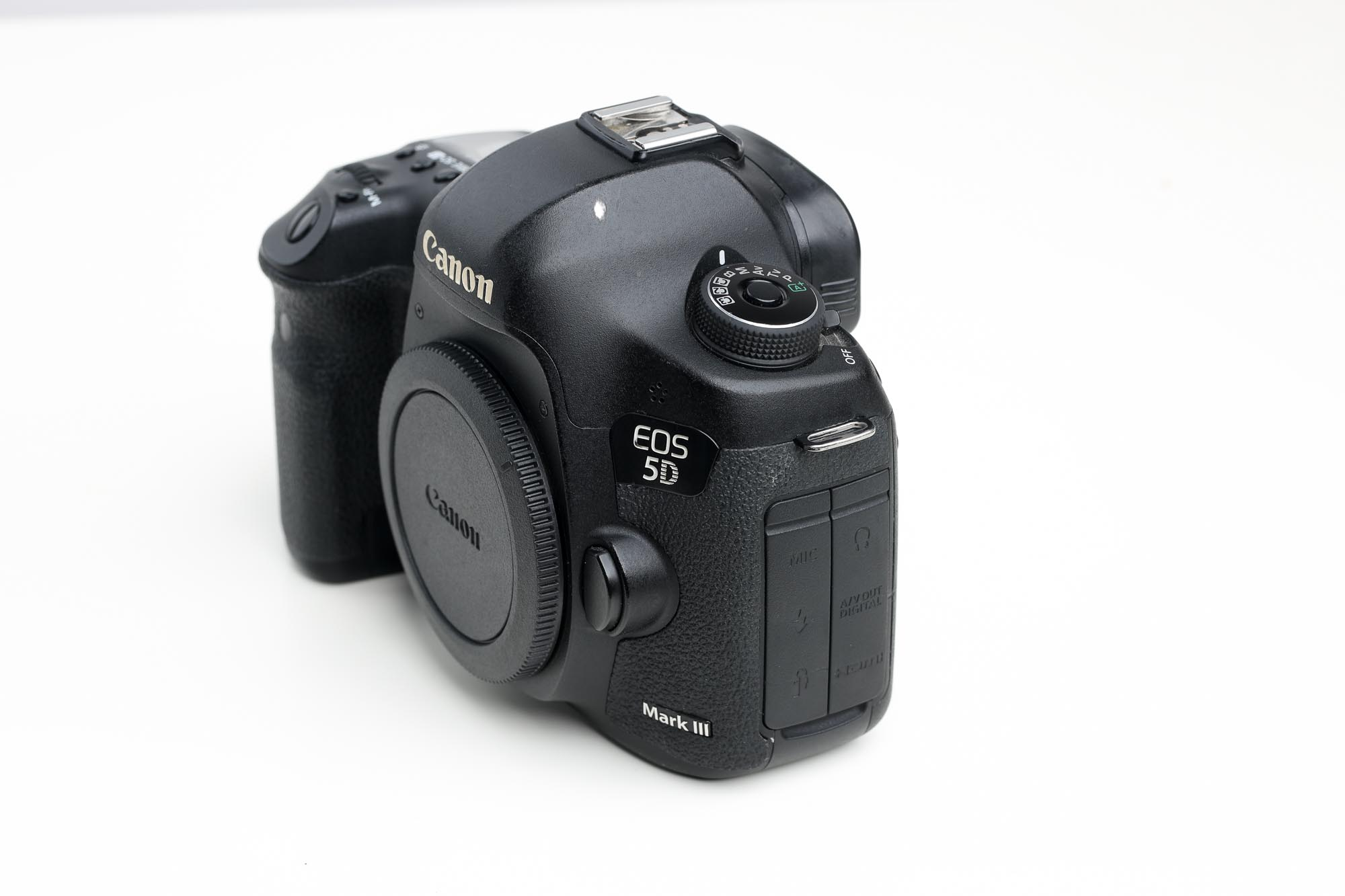
Canon EOS 5D mark III

Portfolio marki obejmuje aparaty fotograficzne, kamery, drukarki osobiste i biznesowe, skanery, plotery, oprogramowanie do zarządzania środowiskiem druku oraz urządzenia diagnostyki obrazowej. Canon oferuje także usługi biznesowe oraz konsulting.
Siedziba spółki macierzystej (Canon Inc. (jap. キヤノン株式会社 Kyanon Kabushiki-gaisha)) przedsiębiorstwa znajduje się w dzielnicy Ōta, w Tokio.

## Historia
Przedsiębiorstwo pierwotne powstało w 1933 r. jako Seiki Kōgaku Kenkyūjo (jap. 精機光学研究所, dosłownie „Laboratorium Optyki Precyzyjnej”). Rok później wyprodukowało swój pierwszy aparat fotograficzny – dalmierz małoobrazkowy o nazwie Kwanon (nazwa nawiązuje do buddyjskiej bogini miłosierdzia Kannon). W 1935 roku zmieniono nazwę firmy na Canon.
W 1957 roku powstała europejska sieć dystrybucji Canon Europe. Wkrótce potem Canon zaczął rozszerzać działalność i produkować sprzęt innego rodzaju niż aparaty fotograficzne i związane z nimi akcesoria. W 1964 roku wprowadził na rynek zaawansowany technicznie kalkulator Canola, a w 1970 kopiarkę NP-1100. W chwili obecnej Canon oferuje szeroki asortyment produktów dla indywidualnych użytkowników – od aparatów fotograficznych (bezlusterkowce, lustrzanki, aparaty kompaktowe) i obiektywów, poprzez kamery i lornetki, po drukarki i skanery. Przedsiębiorstwo produkuje także sprzęt dla biznesu (drukarki wielofunkcyjne, kolorowe drukarki biurowe, plotery i drukarki wielkoformatowe, skanery, projektory oraz profesjonalne monitory 4K).
Canon jest trzecią firmą na świecie i pierwszą wśród firm japońskich z największą liczbą patentów zarejestrowanych w USA w 2021 r. Jest też jedyną firmą obecną w czołowej piątce nieprzerwanie od 36 lat. W 2021 roku Canon zarejestrował 3022 patentów we wszystkich obszarach biznesowych, m.in. fotografii, druku czy rozwiązaniach z zakresu sprzętu do diagnostyki medycznej.

## Rozwiązania dla konsumentów i biznesu

### Obrazowanie
Przez dziesięciolecia Canon projektuje rozwiązania pozwalające przekraczać kolejne granice w rejestrowaniu obrazu. Tak jak w 1987 r., kiedy na rynek wszedł pierwszy aparat z serii EOS, czy też w 2008 r. wraz z premierą lustrzanki EOS 5D Mark II – pierwszego dostępnego dla szerszego grona użytkowników aparatu z rozbudowanymi możliwościami nagrywania wideo w jakości HD.
Po ponad 30 latach od wprowadzenia systemu EOS, Canon ponownie zrewolucjonizował branżę foto-wideo, wprowadzając w 2018 r., nowy system EOS R z serią zupełnie nowych, jasnych obiektywów RF. Producent zapowiada, że powstanie EOS R jest dopiero początkiem nowej drogi w rozwoju segmentu aparatów bezlusterkowych. W 2020 roku Canon zaprezentował modele EOS R5 oraz EOS R6, których wyróżnikiem jest przełomowa funkcja śledzenia oka u ludzi i zwierząt, w tym ptaków. W tym samym okresie na rynku ukazała się także kamera EOS C70, pierwsza kamera cyfrowa z mocowaniem obiektywów RF.
Zarówno w zakresie aparatów fotograficznych, jak i kamer, Canon oferuje pełną gamę produktów. Od niewielkich, wykorzystywanych przez użytkowników indywidualnych (aparaty kompaktowe, proste lustrzanki cyfrowe), po profesjonalne rozwiązania do filmowania i fotografowania w najwyższej dostępnej jakości (pełnoklatkowe lustrzanki cyfrowe i aparaty bezlusterkowe, reporterskie kamery XA oraz XS, a także profesjonalne kamery filmowe Cinema EOS). Uzupełnieniem oferty są liczne obiektywy fotograficzne oraz filmowe (w fotografii najbardziej znaną serią są obiektywy serii L, a w kinematografii technicznym zaawansowaniem wyróżniają się profesjonalne obiektywy CINE).

### Drukarki konsumenckie
Jednym z rozpoznawalnych obszarów działalności Canon są drukarki do użytku konsumenckiego (głównie domowego). Producent oferuje kilkanaście różniących się zaawansowaniem modeli do zastosowania codziennego oraz amatorskiego wydruku fotografii. Wśród nich znajduje się seria MegaTank – to drukarki wykorzystujące technologię wielokrotnie napełnianych zbiorników z atramentem. Zastosowanie tego rozwiązania pomaga obniżyć koszty eksploatacji urządzenia.
Producent oferuje także serię klasycznych, półprofesjonalnych i profesjonalnych drukarek fotograficznych. Serie PIXMA PRO oraz imagePROGRAF PRO umożliwiają domowy wydruk zdjęć w profesjonalnej jakości i wymiarze do formatu A2.

### Profesjonalny druk i oprogramowanie
Oferta Canon dla biznesu łączy rozwiązania do druku z obsługą elektronicznych oraz papierowych dokumentów. Najważniejsza seria urządzeń do użytku biurowego to imageRUNNER (wielofunkcyjne urządzenia cyfrowe, umożliwiające wysokojakościowy druk oraz szybki skan).
W obszarze druku profesjonalnego Canon oferuje systemy druku na papier cięty (imagePRESS) oraz ciągły (VarioStream i ColorStream). Przedsiębiorstwo produkuje najszybsze na rynku drukarki produkcyjne serii VarioPrint.
Oferta firmy obejmuje także plotery płaskie UV (Arizona) oraz rolowe urządzenia atramentowe wykorzystujące technologię UVGel (Colorado).
W 2020 roku Canon uruchomił Fabrykę Tapet – autorskie rozwiązanie umożliwiające sprawną produkcję podłoży do wystroju wnętrz, wykorzystujące plotery Colorado.
Produkowane przez Canon plotery płaskie UV serii Arizona umożliwiają druk na dowolnej powierzchni, w tym na drewnie, plastiku i szkle (także na lustrach, które ze względu na odbicie światła utwardzającego są uznawane za wyjątkowo trudną powierzchnię).
Portfolio marki zawiera także linię ploterów graficznych imagePROGRAF i serię ploterów inżynieryjnych ColorWave oraz PlotWave.
Canon oferuje również oprogramowanie biurowe. Jeden z najważniejszych produktów, oprogramowanie chmurowe uniFLOW Online do zarządzania drukiem, wydajnie wspomaga optymalizację kosztów, a od 2020 roku wyposażone jest w funkcję automatycznej akwizycji danych, która umożliwia skanerowi rozpoznanie rodzaju dokumentu, odczytanie z niego najważniejszych informacji, a następnie umieszczenie ich w odpowiednim kontekście.

## Canon w Polsce
W 1995 roku Canon, będąc już światowym liderem w zakresie technologii obrazowania, rozszerzył się na spółkę w Polsce. Od tego czasu firma konsekwentnie buduje swoją pozycję lidera na polskim rynku, dostosowując swoją ofertę do globalnych zmian technologicznych. Dzięki dywersyfikacji biznesu Canon rozbudowuje swoje know-how na wielu polach równolegle. Dziś produkty producenta obecne są w wielu branżach – od profesjonalnej fotografii czy kinematografii po druk produkcyjny.

## CSR i wspieranie kultury
U podstaw działania przedsiębiorstwa leży filozofia „Kyosei”, oznaczająca życie i działanie dla wspólnego dobra. Jednym z jej przejawów jest promocja Celów Zrównoważonego Rozwoju, przyjętych przez wszystkie kraje członkowskie ONZ.
Przedsiębiorstwo było wielokrotnie nagradzane za starania na rzecz zrównoważonego rozwoju. Firma podejmuje liczne działania zarówno z zakresu ochrony środowiska, jak i kultury, sztuki oraz edukacji.
Polski oddział Canon od 2015 roku prowadzi projekt „To MY Tworzymy Świat”, organizowany z myślą o młodych, kreatywnych obserwatorach tego świata. Na akcję składają się warsztaty multimedialne, konkurs oraz promocja Celów Zrównoważonego Rozwoju w szkołach.
W 2018 r. w jednej z gdyńskich szkół zainaugurowany został projekt Cyfrowej Klasy Canon. Dzięki inicjatywie, do szkoły trafiła szeroka gama nowoczesnych rozwiązań wspierających procesy dydaktyczne – projektory cyfrowe, drukarki, kalkulatory oraz dodatkowe akcesoria.
Ponadto Canon EMEA tworzy Program Ambasadorski, który skupia najlepszych fotografów i filmowców. W 2020 roku firma rozszerzyła grono uczestników o 59 osób. Tym samym liczba ambasadorów przewyższyła liczbę 100 uznanych profesjonalistów z zakresu fotografii i filmu.